# Eloy Urbano
Eloy Urbano (ur. 19 lipca 1971) – meksykański zapaśnik w stylu wolnym. Zajął jedenaste miejsce na mistrzostwach świata w 1994. Szósty na igrzyskach panamerykańskich w 1995. Zdobył cztery medale na mistrzostwach panamerykańskich, srebro w 1997. Drugi na igrzyskach Ameryki Środkowej i Karaibów w 1990 i 1993 i na mistrzostwach Ameryki Centralnej w 1990 roku.